# 9988 Erictemplebell
A 9988 Erictemplebell (ideiglenes jelöléssel 1997 RX6) a Naprendszer kisbolygóövében található aszteroida. Paul G. Comba fedezte fel 1997. szeptember 9-én.